# Логоцентризм
Логоцентризм — в філософії критичної теорії і деконструкції означає тенденцію опори, часто необґрунтованої, на центральний елемент будь-якого тексту або предмета філософського аналізу, в той час як такого центрального елемента може і не існувати.

Термін введений німецьким філософом Людвігом Клагесом в 1920-і роки, коли він критикував існуючу, на його думку, тенденцію західної філософської думки у всьому припускати простий взаємозв'язок: центр — периферія. У зв'язку з цим термін логоцентризм часто використовується як зневажливий термін при критиці робіт, у яких необґрунтовано передбачається ототожнення раціоналістичних уявлень із буттям, або прозорі відносини між мовою і смислами.